# ウラジミール・クリッチ
ウラジミール・クリッチ（Vladimir Kulich、1956年7月14日 - ）は、カナダの俳優。ウラジミール・クーリッチとも表記される。
チェコスロバキア（現・チェコ）のプラハ生まれ。親族が演劇に関わる仕事をしていたため、彼も幼い頃から国立劇場で端役で舞台に立つ 。12歳の時に両親が離婚し、母親と共にカナダのモントリオールに移り住む。
出自からヨーロッパ人（特にロシア人や東欧・北欧人）、悪役を演じることが多い。

## 主な出演作品
- 冒険野郎マクガイバー MacGyver (1989) テレビドラマ
- ロサンゼルス大地震 The Big One: The Great Los Angeles Earthquake (1990) テレビ映画
- ザ・コミッシュ The Commish (1992) テレビドラマ
- ネクロノミカン Necronomicon (1993)
- レッド・スコルピオン2（英語版） Red Scorpion 2 (1994)
- ハードジャッカー/標高10,000フィートの死闘! Crackerjack (1994)
- DECOY/密猟地帯（英語版） Decoy (1995)
- パンドラ・クロック/人類滅亡へのフライト（英語版） Pandora's Clock (1996) テレビ映画
- ファイアーストーム Firestorm (1997)
- 13ウォーリアーズ The 13th Warrior (1999)
- エンジェル Angel (2002 - 2003) テレビドラマ
- スモーキン・エース/暗殺者がいっぱい Smokin' Aces (2006)
- アイアンクラッド Ironclad (2011)
- ヴァイキング 〜海の覇者たち〜 Vikings (2013 - ) テレビドラマ
- イコライザー The Equalizer (2014)